# یورگه خوزه بنیتز
یورگه خوزه بنیتز (اسپانیایی: Jorge José Benítez‎؛ زادهٔ ۳ ژوئن ۱۹۵۰) بازیکن فوتبال و مربی فوتبال اهل آرژانتین است.

## باشگاهی
از باشگاه‌هایی که در آن بازی کرده‌است می‌توان به باشگاه فوتبال راسینگ کلوب آویاندا، باشگاه فوتبال بوکا جونیورز، و باشگاه ورزشی دیپورتیوو کالی اشاره کرد.

## تیم ملی
وی همچنین در آرژانتین بازی کرده‌است.